# ایندیاناپلیس (اکلاهما)
ایندیاناپلیس (به انگلیسی: Indianapolis) یک منطقهٔ مسکونی در ایالات متحده آمریکا است که در اکلاهما واقع شده‌است. ایندیاناپلیس ۰ نفر جمعیت دارد و ۵۰۸٫۷۲ متر بالاتر از سطح دریا واقع شده‌است.